# Quartier Helmet
Pour les articles homonymes, voir Helmet.
Helmet est un quartier populaire de Bruxelles. Situé sur la commune de Schaerbeek, non loin de la commune d'Evere. Ce quartier a donné son nom à la chaussée de Helmet et à la place de Helmet et à beaucoup de lieux-dits des environs.
Helmet est d’abord un hameau, et ensuite un village, au bord d’Evere, écrit Elmt en 1175, Helmpt 1446, Elmpt en 1693,.
En 1726, Jean-Baptiste Rol, fit construire le château de Helmet. Adrien-Ange de Walckiers achetait le château en 1765. Le château a été rasé depuis. Au sud-ouest du château d'Helmet existait le château de Monplaisir (partiellement sur Schaerbeek).
Le quartier Helmet dépend du commissariat n° 1 de la zone de police Polbruno situé au n° 15 de l'avenue Georges Rodenbach.